# Подорож у квітень
«Подорож у квітень» (рос. «Путешествие в апрель») — молдовський радянський художній фільм 1962 року режисера Вадима Дербеньова.

## Сюжет
Студента-журналіста чекали в Нижніх Лазуренах. Відправившись по річці він помилився — і вийшов у Верхніх Лазуренах, де цвіли яблуневі сади, співали птахи і де жила красуня Марія, через яку він так і не зміг дістатися до місця призначення…

## У ролях
- Олександр Збруєв
- Раїса Недашківська
- Трифон Грузин
- Женя Зоценко
- Юліан Флоря
- Володимир Васильєв
- Іон Унгуряну
- Валентина Ізбещук
- Олександра Назарова
- Ірина Мурзаєва
- Костянтин Константинов
- Ролан Биков
- Дмитро Капка
- Думітру Фусу

## Творча група
- Сценарій: Дмитро Василіу, Леонід Рутицький, Ауреліу Бусуйок
- Режисер-постановник: Вадим Дербеньов
- Оператори-постановники: Вадим Дербеньов, Дмитро Моторний, Віталій Калашников
- Композитор: Едуард Лазарєв